# Buildcon FC
Buildcon Football Club w skrócie Buildcon FC – zambijski klub piłkarski grający w zambijskiej pierwszej lidze, mający siedzibę w mieście Ndola.

## Sukcesy
- I liga[1]:
  - 3. miejsce (1): 2019

## Występy w afrykańskich pucharach
| Sezon     | Rozgrywki           | Runda   | Kraj     | Klub               | Dom | Wyjazd | Dwumecz |
| --------- | ------------------- | ------- | -------- | ------------------ | --- | ------ | ------- |
| 2019/2020 | Puchar Konfederacji | wstępna | Eswatini | Young Buffaloes FC | 0–1 | 1–1    | 1–2     |

## Stadion
Domowe mecze klub rozgrywa na stadionie o nazwie Levy Mwanawasa Stadium w Ndoli, który może pomieścić 49800 widzów.

## Reprezentanci kraju grający w klubie
Stan na styczeń 2023.
| - Lameck Banda - Paul Banda - Kangwa Chileshe - Kings Kangwa - Golden Mafwenta - Christopher Munthali - Chanda Mushili - Akakubwelwa Mwachiyaba - Brian Mwila - Mathews Nkhowane - Moses Phiri - Jonas Sakuwaha - Isaac Shamujompa - Given Singuluma - Ngosa Sunzu - David Nshimirimana - Emmanuel Gora - Mustapha Essuman - Abdul Aziz Keita - Narcisse Ekanga - Mark Makwata | - Clifton Miheso - Ichaka Diarra - Benjamin Nenkavu - Osas Idehen - Osas Okoro - Abeddy Biramahire - Faustin Usengimana - Eleuter Mpepo - Fahad Bayo - Isaac Isinde - Hood Kaweesa - Paul Musamali - Geoffrey Sserunkuma - Boban Zirintusa - Ibrahima Diaby - Devon Chafa - Takudzwa Chimwemwe - Partson Jaure - Nqobizitha Masuku - Tatenda Mkuruva - Joel Ngodzo |